# سوبينكا
سوبينكا (بالروسية: Собинка) هي إحدى مدن روسيا في الكيان الفدرالي الروسي فلاديمير أوبلاست.